# Ralph Nader
 (octobre 2023).
Ralph Nader, né le 27 février 1934 à Winsted (Connecticut), est un avocat, lanceur d'alerte, activiste et homme politique américain d'origine libanaise.

## Biographie
Diplômé de l'université Harvard et de Princeton respectivement en 1955 et 1958, Ralph Nader devient célèbre par sa campagne contre l'irresponsabilité de l'industrie automobile sur les questions de sécurité, puis par ses campagnes en faveur des droits des consommateurs dès les années 1960, avec l'association Public Citizen, qu'il crée en 1971. S'il n'est plus aujourd'hui membre de cette organisation, il a fondé des dizaines d'autres associations (Knowledge Ecology International, etc.), toutes engagées dans le public interest law (ou Cause lawyer (en)), c'est-à-dire la défense de causes sociales et environnementales, ou de l'« intérêt public », par les juristes. Ralph Nader est intronisé au Automotive Hall of Fame le 21 juillet 2016 lors d'une cérémonie au Cobo Center, où se tient chaque année en janvier le Salon de l'automobile de Detroit.
Ralph Nader a été à plusieurs reprises candidat aux élections présidentielles, d'abord pour le parti écologiste, le Green Party en 1996 puis comme indépendant.
Il est de confession grecque orthodoxe. Laura Nader, anthropologue est sa sœur aînée.

### Défense des consommateurs: consumérisme
Ralph Nader publia en 1965 un livre destiné à faire date dans la défense des consommateurs face aux lobbies industriels.
Intitulé Unsafe at any speed (Dangereuse quelle que soit la vitesse), il attaquait frontalement la très puissante industrie automobile américaine (les Big Three de Detroit) et plus particulièrement le mastodonte General Motors (GM).
Véritable best-seller, ce livre (traduit en français par Anne-Marie Suppo et Anne de Pérignon sous le titre Ces voitures qui tuent) s'en prenait notamment à la Chevrolet Corvair, un modèle à propulsion « tout à l'arrière » lancé par GM pour contrer le succès grandissant de la Coccinelle Volkswagen aux États-Unis. Les ingénieurs de GM, peu habitués à cette implantation mécanique avaient fait l'économie d'une barre stabilisatrice sur la suspension, ce qui donnait une tenue de route surprenante dans des situations limite.
Les critiques de Nader ne se limitaient pas à la Chevrolet Corvair, mais pointaient aussi l'absence de recherche en matière de sécurité des constructeurs, qui préféraient investir dans le domaine plus futile du style, pour pousser les ventes à travers l'obsolescence programmée (durée de vie des produits vendus calculée d'avance), les ornements extérieurs et intérieurs dangereux, la pollution atmosphérique (les « belles américaines » V8 des années 1960 et 1970 étaient notoirement voraces en pétrole) et le lobby routier américain qui s'intéressait fort peu à la suppression des points noirs sécuritaires des routes américaines.

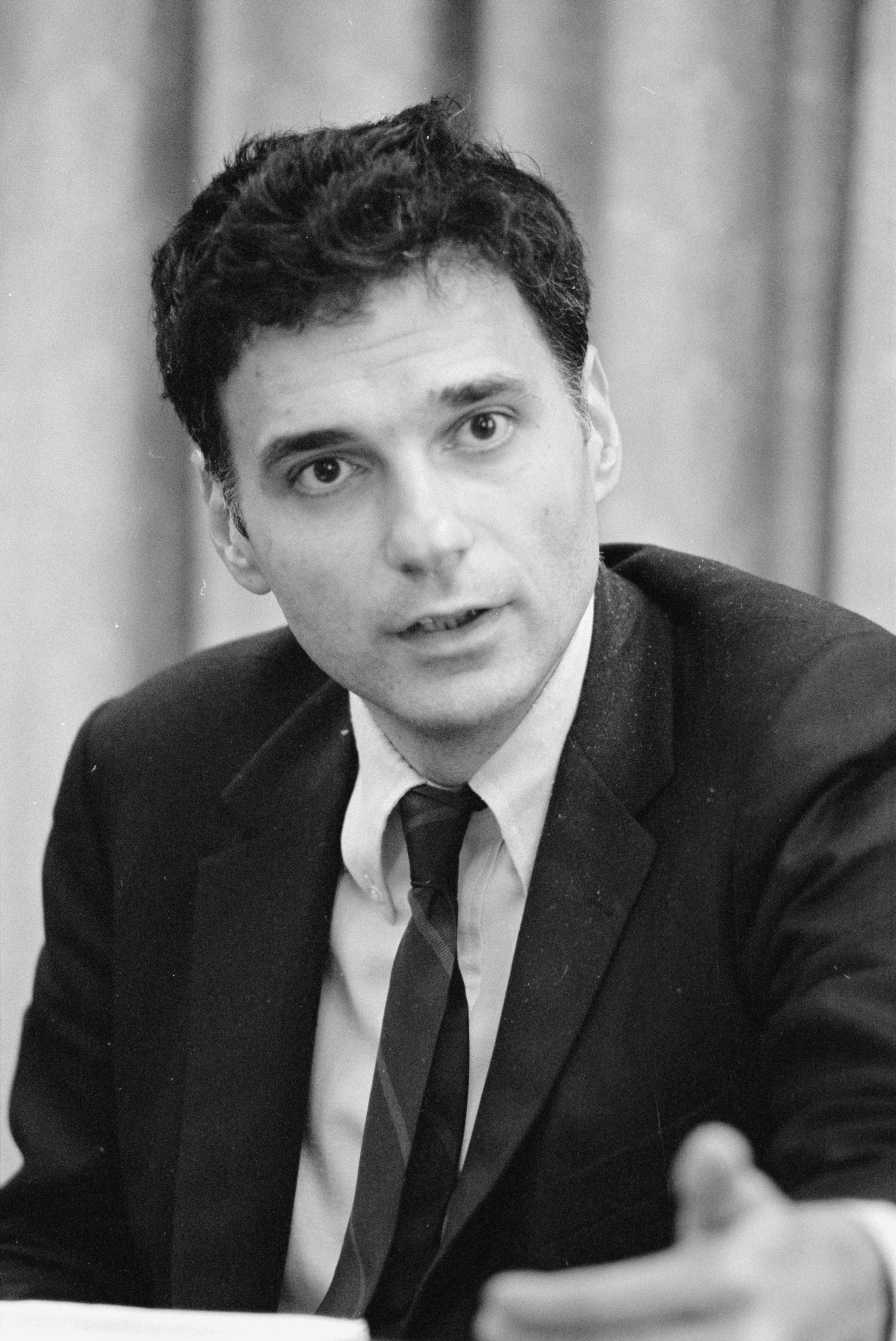
Ralph Nader en 1975.

S'attaquant à une puissance économique telle que la GM, Nader en subit le choc en retour. Le PDG de la GM de l'époque, James Roche, après lui avoir fait transmettre en vain de mirobolantes offres d'embauche pour acheter son silence, fit appel à des agences de détectives privés qui se livrèrent à un véritable harcèlement : filatures, écoutes téléphoniques, campagnes de dénigrement et même… sex traps (de jolies jeunes femmes chargées de compromettre sa réputation).
Des corrections furent apportées en hâte sur la suspension arrière de la Corvair et GM diffusa quantité de films publicitaires pour prouver les qualités du modèle incriminé (en utilisant des pilotes bien plus entraînés que l'automobiliste moyen).
Nader finit par porter plainte contre GM et obtint après appel en 1970 les excuses de James Roche et la somme impressionnante de 425 000 dollars de l'époque à titre de dommages et intérêts (qu'il versa à une fondation pour la sécurité routière qu'il avait contribué à créer).
Bien plus tard, les grands dirigeants de l'automobile comme John de Lorean et Lee Iacocca ont admis que les critiques de Nader étaient largement fondées.

### Carrière politique
Ralph Nader se présenta quatre fois consécutives à l'élection présidentielle américaine.
En 1996 et en 2000, il se présente sous les couleurs du Parti vert, avec Winona LaDuke comme candidate à la vice-présidence.
Critiquant parfois plus âprement encore les démocrates que les républicains, il s'est vu reprocher par le parti démocrate d'avoir conduit à la défaite d'Al Gore en Floride en 2000, lui ôtant les quelques voix qui manquaient pour battre George W. Bush. Il obtient lors de cette élection 2,74 % des voix, soit son meilleur score à une élection présidentielle.
Lors de l'élection de 2004, avec Peter Camejo comme candidat à la vice-présidence, il se présente comme candidat du Parti réformateur pour deux raisons : il perd à la fois l'investiture du Parti vert (qui a investi David Cobb) et le soutien de Michael Moore, qui a effectué un virage complet en faveur des démocrates, qu'il considérait peu avant comme des clones des républicains. La campagne de Nader se place sur le terrain de la défense des minorités et des plus démunis. Il tient alors régulièrement meeting à l'Université Yale, devant La Tombe, pour montrer la proximité sociale de John Kerry et George W. Bush, tous deux issus de l'organisation Skull and Bones.
Concernant la guerre d'Irak, il souhaite le retrait des troupes américaines et l'élaboration d'un plan de paix. Il met aussi en relation le coût d'une guerre fondée sur un raisonnement « erroné » avec la détérioration des infrastructures internes (école, santé, etc.).
En tant qu'écologiste, il milite pour l'agriculture biologique et la protection de l’environnement face au tout-économique.
Candidat indépendant en novembre 2008, il obtient 0,56 % des suffrages exprimés, soit le meilleur score obtenu par un petit candidat à cette élection.

## Publications
- Unsafe at Any Speed. Grossman Publishers, 1965 Traduit en français par Anne-Marie Suppo et Anne de Pérignon sous le titre Ces voitures qui tuent[13], présenté par Jacques Sallebert, annotations techniques concernant les voitures françaises de Roger Brioult, Flammarion, 1966.
- Action for a Change (avec Donald Ross, Brett English et Joseph Highland). Penguin (Non-Classics), 1973 Traduction française : Pour une contestation positive. Les étudiants, la qualité de la vie et l'action sociale, Chiron, 1976.
- Whistle-Blowing (avec Peter J. Petkas and Kate Blackwell). Bantam Press, 1972
- Corporate Power in America (avec Mark Green)
- You and Your Pension (avec Kate Blackwell)
- The Consumer and Corporate Accountability
- In Pursuit of Justice
- Corporate Power in America
- Ralph Nader Congress Project
- Ralph Nader Presents: A Citizen's Guide to Lobbying
- Verdicts on Lawyers
- Who's Poisoning America (avec Ronald Brownstein et John Richard)
- The Big Boys (avec William Taylor)
- The Good Fight: Declare Your Independency and Close the Democracy Gap, éd. en poche Harper Collins Pub., 2004
- Crashing the Party: Taking on the Corporate Government in an Age of Surrender, éd. en poche St. Martin's Pr., 2002
- Cutting Corporate Welfare, éd. en poche Open Media, 2000
- No Contest: Corporate Lawyers and the Perversion of Justice in America (avec Wesley J. Smith). 1re éd. Random House Pub. Group, 1996
- Collision Course: the Truth About Airline Safety (avec Wesley J. Smith). 1re éd. McGraw-Hill Co., 1993
- Lemon Book: Auto Rights (Avec Clarence Ditlow). 3e éd. Asphodel Pr., 1990
- Winning the Insurance Game: the Complete Consumer's Guide to Saving Money (avec Wesley J. Smith). 1re éd. Knightsbridge Pub., 1990
- Menace of Atomic Energy (avec John Abbotts), éd. en poche Norton, W.W. & Co., Inc., 1979
- Taming the Giant Corporation (avec Joel Seligman et Mark Green), éd. en poche Norton, W. W. & Co., Inc., 1977
- Canada Firsts (avec Nadia Milleron and Duff Conacher)
- The Frugal Shopper (avec Wesley J. Smith. )
- Getting the Best from Your Doctor (avec Wesley J. Smith)
- Nader on Australia
- The Ralph Nader Reader, Seven Stories Press, 2000  (ISBN 1-58322-057-7)
- It Happened in the Kitchen: Recipes for Food and Thought
- Why Women Pay More (avec Frances Cerra Whittelsley)
- Children First! A Parent's Guide to Fighting Corporate Predators
- The Seventeen Traditions, Regan Books, 2007  (ISBN 0-06-123827-9)

### Préface
- Mike Gravel, Citizen Power: A Mandate for Change